# Латышева, Александра Меликовна
Александра Меликовна Латышева (Фоменко; род. 14 января 1976, Ленинград, РСФСР, СССР) — российская баскетболистка, выступавшая в амплуа защитника. Бронзовый призёр чемпионата Европы, четырёхкратная чемпионка России.

## Биография
Александра Фоменко воспитанница ленинградской баскетбольной школы. Первым профессиональным клубом стал питерский «Форс-Мажор», откуда она в 1994 году была приглашена в юниорскую сборную России для участия в чемпионате Европы (до 18 лет) в Болгарии, где команда заняла 4-е место. 1995 год для 19-и летней баскетболистки становится сверхудачным, «серебро» чемпионата России и участие в «основной» национальной сборной на чемпионате Европы в Чехии. На том «бронзовом» первенстве Александра была самая юная, но при этом она сыграла во всех матчах (8), набрала в среднем 1,6 очков, 0,8 подборов. Больше Фоменко за сборную не играла, хотя была кандидатом для участия в Олимпийских играх — 1996, входила в расширенный список игроков на чемпионат мира — 2006.
В 1997 году Александра переходит в московское «Динамо» и в первом же сезоне она выигрывает «золото» чемпионата России. Все последующие триумфы московской команды неотрывно связаны с Александрой Фоменко. За 9 сезонов баскетболистка 4 раза становилась первой в России, один раз второй и два раза третьей. Участница «Финала четырёх» Евролиги ФИБА сезона 1999/2000. Осенью 2004 года, по договоренности между клубами, помогала питерской «Балтийской Звезде» в розыгрыше Мировой лиги, где завоевала бронзовую медаль.
Исполкомом Российской федерации баскетбола Александру два раза включали в список 25-и лучших баскетболисток сезона: 2001/02 — 4-е место в номинации «защитник» и 2005/06 — 4-е место в номинации «разыгрывающий».
В 2006 году Латышева переходит подмосковное «Динамо», с которым доходит до полуфинала Кубка Европы ФИБА. В следующем сезоне клуб поменял вывеску и переехал в Москву. Александра стала самым возрастным игроком команды, но при этом показывает прекрасную игру. В розыгрыше Кубка Европы, где команда дошла до финала, баскетболистка отыграла все 14 игр. Находясь на площадке в среднем 26,4 минуты, она была лучшая по количеству передач за игру (3,0).
После того, как «БК Москва» прекратил своё выступление в российском первенстве, Латышева вернулась в «Динамо», где отыграла свой последний сезон. Будучи и здесь самой возрастной Александра была востребована в 25 играх чемпионата и 14 играх Кубка Европы.
В настоящее время Александра Латышева является преподавателем училища олимпийского резерва в Видном при «Спарте энд К».

## Достижения
- Бронзовый призёр чемпионата Европы: 1995
- Финал четырёх Евролиги ФИБА: 2000
- Финалист Кубка Европы ФИБА: 2008
- Полуфиналист Кубка Европы ФИБА: 2007, 2009
- Полуфиналист Кубка Ронкетти: 2002
- Бронзовый призёр Мировой лиги: 2004
- Чемпион России: 1998, 1999, 2000, 2001
- Серебряный призёр чемпионата России: 1995, 2005
- Бронзовый призёр чемпионата России: 2002, 2006